# النوو دول
النوو دول (به بلغاری: Elenov dol) یک منطقهٔ مسکونی در بلغارستان است که در استان صوفیه واقع شده‌است.